# Arc hémal
Pour les articles homonymes, voir Chevron.

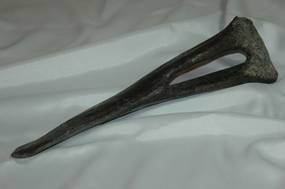
Arc hémal de Diplodocus

Un arc hémal ou chevron est une série de pièces osseuses en arc situées sur la face inférieure (ventrale) des vertèbres caudales (queue) de certains vertébrés dont la fonction principale est de protéger des parties vitales de la queue, comme les nerfs et les vaisseaux sanguins. Pendant longtemps, on a pensé qu'il s'agissait d'une caractéristique des dinosaures Diplodocus, mais elle est présente chez d'autres espèces de dinosaures et quelques mammifères comme les kangourous et les lamantins.
Le trou à l'intérieur de l'arc est appelé canal hémal.
Il se prolonge parfois par une épine hémale ou hémépine.
Les vaisseaux sanguins de la queue courent à travers le canal hémal.

## Sources
- (en) Cet article est partiellement ou en totalité issu de l’article de Wikipédia en anglais intitulé « Chevron (anatomy) » (voir la liste des auteurs).
- Cet article est partiellement ou en totalité issu de l'article intitulé « Chevron (anatomie) » (voir la liste des auteurs).